# اتحادیه خواجرا
اتحادیه خواجرا (به لاتین: Khajra Union) یک منطقهٔ مسکونی در بنگلادش است که در Assasuni Upazila واقع شده‌است.